# Pieni-Pyhäkala
Pieni-Pyhäkala är en sjö i kommunen Villmanstrand i landskapet Södra Karelen i Finland. Sjön ligger 55,3 meter över havet. Arean är 53 hektar och strandlinjen är 6,16 kilometer lång. Sjön  ingår i Hounijokis huvudavrinningsområde.   Den ligger omkring 13 km sydväst om Villmanstrand och omkring 190 km nordöst om Helsingfors. 